# 通用电气GE9X
通用电气GE9X（英語：General Electric GE9X）是通用电气研制的大涵道比涡轮风扇发动机，用于波音777X机型上。该发动机由通用电气GE90发动机衍生而来，燃油效率将得到约10%的提升。並取代GE90成為金氏世界紀錄全世界推力最大的飛機發動機。
值得一提的是：有別於GEnx（787：GEnx-1B、747-8：GEnx-2B）、劳斯莱斯遄达1000（787）以及LEAP-1B（737 MAX）發動機整流罩後部採用鋸齒狀邊緣設計，GE9X則取消整流罩後部之鋸齒狀邊緣設計。

## 发展
2012年2月，通用电气宣布将为最新的波音777X-8/9研制燃油效率更高的发动机，也就是GE9X。新发动机采取了和原型号GE90-115B相同的325厘米直径风扇，计划设计总推力约为443kN（99,500 lbf），减少了约70kN（15,800 lbf）。而-8X系列的发动机推力更是减少到390kN（88,000 lbf）。
2013年通用电气决定将叶片直径增加到335厘米，增加了9厘米。2018年3月，一台GE9X被安装在一架测试专用的波音747-400飞机上，从加利福尼亚维克多维尔起飞。通用电气计划为其完成型号认证后，最早将于2020年投入商用。

## 性能参数
| 型号     | 105B1A                               |
| -------- | ------------------------------------ |
| 类型     | 双轉子, 轴流式, 高涵道比涡轮风扇     |
| 压气机   | 1风扇, 3级低压压气机, 11级高压压气机 |
| 涡轮     | 2级高压涡轮, 6级低压涡轮             |
| 风扇直径 | 134英寸（340 cm）                    |
| 起飞推力 | 134,300 lbf（597 kN）                |
| 涵道比   | 10:1                                 |
| 增压比   | 60:1                                 |